# Cyclophora annulatum
Cyclophora annulatum är en fjärilsart som beskrevs av Carl Reutti 1898. Cyclophora annulatum ingår i släktet Cyclophora och familjen mätare. Inga underarter finns listade i Catalogue of Life.